# لي يونغ (ممثل)
لي يونغ (بالإنجليزية: Lee Thompson Young)‏ هو كاتب سيناريو وممثل أمريكي، ولد في 1 فبراير 1984 في الولايات المتحدة، وتوفي في 19 أغسطس 2013 بلوس أنجلوس في الولايات المتحدة.

## أعمال

### أفلام
- (2004) أضواء ليلة الجمعة
- (2007) التلال لها عيون 2[5]

### مسلسلات
- فلاش فورورد

## وصلات خارجية
- لي يونغ على موقع IMDb (الإنجليزية)
- لي يونغ على موقع ألو سيني (الفرنسية)
- لي يونغ على موقع تيرنر كلاسيك موفيز (الإنجليزية)
- لي يونغ على موقع أول موفي (الإنجليزية)
- لي يونغ على موقع قاعدة بيانات الأفلام السويدية (السويدية)
- لي يونغ على موقع قاعدة بيانات الفيلم (الإنجليزية)
- لي يونغ على موقع كينوبويسك (الروسية)